# Godra Mihály
Godra Mihály (Vágbánya[forrás?], 1801. január 25. – Petrőc, 1874. március 1.) evangélikus lelkész és gimnáziumi tanár Újverbászon Bács megyében.

## Élete
1837-ben megalapította az újverbászi pártfogósági gimnázium tanári könyvtárát.
Cikke a Protestantische Jahrbücherben (II. Pest, 1855. Das Neuverbaszer Progymnasium.)

## Művei
- Ode qua viro clar. ac. doct. Danieli Kanka dum diem 3. Jan. nomini suo sacram secundis recoleret auspiciis, universi classis primae et rhet. cives grati animi indicia dederunt, ore... Posonii (1819.)
- Ode viro clar. ac doct. Samueli Zsigmondy onomasticum suum anni 1821, 26. Augusti diem celebranti, cunctorum gratorum auditorum nomine dicata. Posonii.
- Vota dno Danieli Stanislaides, die 3. Jan. 1822. nominis solennia recolenti, a gratis s. s. theologiae studiosis, pia mente effusa. Posonii.
- Znělky Geho Dwogjeti hodnostia Wysočenosti, Janu Kollárowi... Posonii, 1835.